# Marco Antônio de Almeida Ferreira
Marco Antônio de Almeida Ferreira (sinh ngày 20 tháng 12 năm 1965) là một cầu thủ bóng đá người Brasil.

## Sự nghiệp câu lạc bộ
Marco Antônio de Almeida Ferreira đã từng chơi cho Kashiwa Reysol.